# Dall'altra parte del cancello
Dall'altra parte del cancello è il secondo album di Simone Cristicchi, pubblicato nel 2007.

## Descrizione
Al CD è abbinato anche il documentario omonimo su DVD.
Il cd contiene una versione rap della celebre canzone di Toto Cutugno L'italiano, il seguito della storia della Studentessa universitaria del suo singolo del 2005, una traccia dedicata a Piergiorgio Welby e una canzone dedicata alla scrittrice Alda Merini.
Il titolo riprende quello di una canzone di Giorgio Gaber dedicata al tema della pazzia, come il brano Ti regalerò una rosa.

## Tracce
1. L'italiano - 3:38
2. Ti regalerò una rosa - 3:45
3. Laureata precaria - 3:12
4. Monet - 3:09
5. Non ti preoccupare Giulio (con Leo Pari, Pier Cortese e Marco Fabi) - 3:36
6. Legato a te (dedicata a Piergiorgio Welby) - 3:15
7. L'Italia di Piero - 2:59
8. Il nostro tango - 4:08
9. Nostra Signora dei Navigli (dedicata ad Alda Merini) - 3:55
10. La risposta - 3:49
11. Lettera da Volterra (featuring Giovanni Allevi al pianoforte) - 2:23

## Classifiche
| Classifica | Posizione massima |
| ---------- | ----------------- |
| Italia     | 11                |

## Formazione
- Simone Cristicchi – voce, cori, chitarra classica, chitarra acustica, chitarra elettrica
- Andrea Rosatelli – basso, contrabbasso
- Walter Sacripanti – batteria
- Francesco Musacco – tastiera, programmazione, pianoforte
- Davide Aru – chitarra classica
- Giovanni Allevi – pianoforte
- Desirée Infascelli – fisarmonica
- Olen Cesari – violino
- Antonello Sorrentino – tromba